# Zara
Zara — флагманська торговельна мережа групи компаній Inditex Group, що належить іспанському магнату Амансіо Ортега, який також володіє такими брендами як Massimo Dutti, Pull and Bear, Oysho, Uterqüe, Stradivarius та Bershka.
Штаб-квартира компанії розташована в Ла-Корунья, Галісія, Іспанія. Саме тут, у 1975 році відкрився перший магазин Zara.
Прийнято вважати, що Zara потрібно всього два тижні — від розробки нового дизайну, до надходження його на полиці магазинів. Zara розробляє близько 10000 нових дизайнів на рік.
Директор будинку моди Louis Vuitton Daniel Piette описав Zara як «можливо, найбільш інноваційну і руйнівну мережу роздрібної торгівлі у світі». Zara також була описана як «Іспанська історія успіху» на CNN.
У жовтні 2022 року, під час повномасштабного вторгнення РФ до України, виробник і продавець одягу Inditex, що володів мережею Zara, оголосив про продаж свого бізнесу в Росії своєму ліванському франчайзі Daher group.
У березні 2023 року було оголошено, що бренди Bershka, Zara та Pull&Bear повернуться на ринок РФ під новими назвами, відповідно, Bershka матиме назву Ecru, Pull&Bear мали перейменувати на DUB, а Zara — на Maag.

## Продукція
Zara виготовляє чоловічу та жіночу лінії одягу, кожна з них розділена на нижній, верхній одяг, взуття, косметику та аксесуари. Каталог Zara включає також лінії дитячого одягу.

## Магазини
2008 року діяло понад 1500 магазинів Zara:
- Іспанія: 519 магазинів
- Франція: 116 магазинів
- Італія: 87 магазинів
- Португалія: 80 магазинів
- Німеччина: 65 магазинів
- Велика Британія: 63 магазинів
- Мексика: 56 магазинів
- Греція: 52 магазинів
- США: 41 магазинів
- Японія: 39 магазинів
- Росія: 33 магазинів
- Бельгія: 25 магазинів
- Туреччина: 25 магазинів
- Бразилія: 24 магазинів
- КНР: 23 магазинів
- Саудівська Аравія: 22 магазинів
- Польща: 20 магазинів
- Ізраїль: 17 магазинів
- Канада: 15 магазинів
- Нідерланди: 15 магазинів
- Колумбія: 12 магазинів
- Австрія: 11 магазинів
- Швеція: 11 магазинів
- Венесуела: 11 магазинів
- Швейцарія: 10 магазинів
- Ірландія: 9 магазинів
- Індонезія: 8 магазинів
- Аргентина: 7 магазинів
- Чилі: 6 магазинів
- Філіппіни: 6 магазинів
- Чехія: 5 магазинів
- Південна Корея: 5 магазинів
- Кувейт: 5 магазинів
- Малайзія: 5 магазинів
- Румунія: 5 магазинів
- Сінгапур: 5 магазинів
- Кіпр: 4 магазина
- Данія: 4 магазина
- Фінляндія: 4 магазина
- Угорщина: 4 магазина
- Литва: 4 магазина
- Марокко: 4 магазина
- Норвегія: 3 магазина
- Словенія: 4 магазина
- Україна: 7 магазинів
- Таїланд: 4 магазина
- Латвія: 3 магазина
- Сербія: 3 магазина
- Бахрейн: 2 магазина
- Коста-Рика: 2 магазина
- Хорватія: 2 магазина
- Естонія: 2 магазина
- Гватемала: 2 магазина
- Ісландія: 2 магазина
- Йорданія: 2 магазина
- Ліван: 2 магазина
- Люксембург: 2 магазина
- Панама: 2 магазина
- Катар: 2 магазина
- Сальвадор: 2 магазина
- Словаччина: 2 магазина
- Уругвай: 2 магазина
- Андорра: 1 магазин
- Домініканська Республіка: 1 магазин
- Гондурас: 1 магазин
- Монако: 1 магазин
- Мальта: 1 магазин
- Чорногорія: 1 магазин
- Оман: 1 магазин
- Пуерто-Рико: 1 магазин
- Туніс: 1 магазин
- Албанія: 1 магазин